# Marente de Moor
Marente de Moor, née en 1972, est une romancière et chroniqueuse néerlandaise. Elle a remporté le prix littéraire AKO 2011 et le prix de littérature de l'Union européenne 2014 pour son roman De Nederlandse maagd (La Vierge néerlandaise). Son œuvre est traduite en seize langues.

## Biographie
Marente de Moor est née en 1972 à La Haye, aux Pays-Bas. Elle est la fille de l'écrivaine et professeure de piano Margriet de Moor (née en 1941) et du plasticien Heppe de Moor (1938-1992). Elle a étudié la langue et la littérature slaves à l'université d'Amsterdam et a obtenu son diplôme en 1999.
Elle a vécu en Russie de 1991 à 2001 où elle a été chroniqueuse pour le compte d'un hebdomadaire néerlandais, De Groene Amsterdammer. Un recueil de ses chroniques a été publié en 1999 sous le titre Petersburgse vertellingen (Histoires de Saint-Pétersbourg).
Depuis 2009, elle est chroniqueuse pour Vrij Nederland. Un recueil de ses chroniques a été publié en 2013 sous le titre Kleine vogel, grote man (Petit oiseau, grand homme).
Elle débute en 2007 dans la fiction avec le roman De overtreder (Le contrevenant).
Son deuxième roman De Nederlandse maagd (La vierge néerlandaise) a été publié en 2010. L'héroïne est une jeune fille passionnée d'escrime tout comme l'autrice qui s'est inspirée de la vie de Helen Mayer. Le roman remporte le prix AKO en 2011 ainsi que le prix de littérature de l'Union européenne en 2014.
Son troisième roman Roundhay, tuinscène a été publié en 2013 et son quatrième roman Foon en 2019.

## Œuvre
Parution en français
- La Vierge néerlandaise, trad. Arlette Ounanian. Les Argonautes éditeur, 2023  (ISBN 978-2-494289-02-4)

## Distinctions
- 2011 : prix littéraire AKO
- 2014 : prix de littérature de l'Union européenne pour La Vierge néerlandaise
- 2016 : prix J.M.A. Biesheuvel pour Gezellige verhalen (nouvelle)
- 2019 : prix Ferdinand-Bordewijk et prix Jan-Wolkers pour Foon